# Rally Costa Brava de 1982
El Rally Costa Brava de 1982, oficialmente 30.º Rally Costa Brava, fue la trigésima edición, la sexta cita de la  temporada 1982 del Campeonato de Europa de Rally y la primera de la temporada 1982 del Campeonato de España de Rally. Se celebró del 18 al 21 de febrero y contó con un itinerario de treinta y nueve tramos que sumaban un total de 470 km cronometrados.

## Itinerario
| Día           | Tramo | Nombre                               | Distancia | Hora  |
| ------------- | ----- | ------------------------------------ | --------- | ----- |
| Día 1 Viernes | TC1   | Pedra Negra 1                        | 11.00 km  |       |
| Día 1 Viernes | TC2   | Nuestra Señora Dels Angels 1         | 10.90 km  |       |
| Día 1 Viernes | TC3   | Santa Pellalla                       | 13.70 km  |       |
| Día 1 Viernes | TC4   | Cladells Llarg 1                     | 28.09 km  |       |
| Día 1 Viernes | TC5   | Coll de Rabell 1                     | 8.20 km   |       |
| Día 1 Viernes | TC6   | Espinelves-Collsaplana 1             | 19.80 km  | 20:35 |
| Día 1 Viernes | TC7   | Ossor 1                              | 14.30 km  | 21:18 |
| Día 1 Viernes | TC8   | Sant Pere 1                          | 7.90 km   | 21:53 |
| Día 1 Viernes | TC9   | Cladells Llarg 2                     | 28.09 km  | 22:27 |
| Día 1 Viernes | TC10  | Coll de Rabell 2                     | 8.20 km   | 23:10 |
| Día 1 Viernes | TC11  | Espinelves-Collsaplana 2             | 19.80 km  | 23:28 |
| Día 2 Sábado  | TC12  | Ossor 1                              | 14.30 km  | 00:04 |
| Día 2 Sábado  | TC13  | Sant Pere 1                          | 7.90 km   | 00:46 |
| Día 2 Sábado  | TC14  | Nuestra Señora Dels Angels 2         | 10.90 km  | 01:19 |
| Día 2 Sábado  | TC15  | Santa Pellalla 2                     | 13.70 km  | 01:52 |
| Día 2 Sábado  | TC16  | Romanya 1                            | 8.80 km   | 02:35 |
| Día 2 Sábado  | TC17  | Sant Feliú Tossa 1                   | 13.10 km  | 03:10 |
| Día 2 Sábado  | TC18  | Pedra Negra 2                        | 11.00 km  | 03:45 |
| Día 2 Sábado  | TC19  | Romanya 2                            | 8.80 km   | 06:45 |
| Día 2 Sábado  | TC20  | La Ganga 1                           | 8.27 km   | 07:08 |
| Día 2 Sábado  | TC21  | Santa Pellalla 3                     | 13.70 km  | 07:35 |
| Día 2 Sábado  | TC22  | Nuestra Señora Dels Angels 3 (corto) | 9.31 km   | 08:10 |
| Día 2 Sábado  | TC23  | Sant Grau 1                          | 8.82 km   | 09:00 |
| Día 2 Sábado  | TC24  | Pedra Negra 3                        | 9.00 km   | 09:38 |
| Día 2 Sábado  | TC25  | Lloret Verd 1                        | 8.75 km   | 22:24 |
| Día 2 Sábado  | TC26  | Sant Mateu de Montnegre 1            | 11.27 km  | 23:18 |
| Día 3 Domingo | TC27  | Mas Nou 1                            | 6.27 km   | 00:28 |
| Día 3 Domingo | TC28  | Lloret Verd 2                        | 8.75 km   | 01:29 |
| Día 3 Domingo | TC29  | Sant Mateu de Montnegre 2            | 11.27 km  | 02:23 |
| Día 3 Domingo | TC30  | Brunyola 1                           | 6.13 km   | 03:23 |
| Día 3 Domingo | TC31  | El Subira 1                          | 22.45 km  | 03:47 |
| Día 3 Domingo | TC32  | Grions 1                             | 7.22 km   | 04:45 |
| Día 3 Domingo | TC33  | El Subira 2                          | 22.45 km  | 05:31 |
| Día 3 Domingo | TC34  | Lloret Verd 3                        | 8.75 km   | 06:52 |
| Día 3 Domingo | TC35  | Sant Mateu de Montnegre 3            | 11.27 km  | 09:19 |
| Día 3 Domingo | TC36  | Brunyola 2                           | 6.13 km   | 10:12 |
| Día 3 Domingo | TC37  | El Subira 3                          | 22.45 km  | 10:36 |
| Día 3 Domingo | TC38  | Grions 2                             | 7.22 km   | 11:34 |
| Día 3 Domingo | TC39  | Circuito de Sils                     | 4.27 km   | 12:05 |

## Clasificación final
| Pos. | Piloto             | Copiloto            | Automóvil             | Tiempo       | Diferencia |
| ---- | ------------------ | ------------------- | --------------------- | ------------ | ---------- |
| 1.   | Tony Fassina       | «Rudy»              | Opel Ascona 400       | 6:21:40      | 0.0        |
| 2.   | Genito Ortiz       | Guillermo Barreras  | Renault 5 Turbo       | 6:24:22      | +2:42      |
| 3.   | Andrea Zanussi     | Arnaldo Bernacchini | Fiat 131 Abarth       | 6:31:50 6:00 | +10:10     |
| 4.   | Salvador Servià    | Jordi Sabater       | Ford Fiesta MK1 1600S | 6:33:29 3:00 | +11:49     |
| 5.   | Blazej Krupa       | Piotr Mystkowski    | Renault 5 Turbo       | 6:46:21 2:00 | +24:41     |
| 6.   | Carles Santacreu   | Antonio Santacreu   | Opel Ascona B 2.0 SR  | 6:57:59      | +36:19     |
| 7.   | Antonella Mandelli | Fiorella Maggi      | Fiat 131 Abarth       | 6:59:55      | +38:15     |
| 8.   | Robert Cat         | Alain Florès        | Citroën Visa Trophée  | 7:06:10      | +44:30     |
| 9.   | Bernard Halil      | Pierre-Yves Rudaz   | Renault 5 Turbo       | 7:09:48 7:00 | +48:08     |
| 10.  | Joan Franquesa     | Antonio Alonso      | Opel Ascona 2000      | 7:10:31      | +48:51     |